# Allium latifolium
Allium latifolium — вид рослин з родини амарилісових (Amaryllidaceae); ендемік Ірану.

## Поширення
Ендемік північно-західного Ірану.